# Vasárnap a la Grande Jatte-szigeten
A Vasárnap a la Grande Jatte-szigeten Georges Seurat festménye, amely a chicagói Art Institute Chicago gyűjteményének része.

## Keletkezése
Georges Seurat legnagyobb (207,5 × 308,1 centiméteres) és legismertebb festménye 1884 és 1886 között keletkezett. A képen különböző, de inkább magasabb társadalmi osztályokhoz tartozó emberek sétálnak, pihennek a Párizshoz közeli la Grande Jatte-szigeten, illetve csónakáznak a Szajnán. 1884-ben már festett egy hasonló kompozíciójú képet, a Fürdőzők Asnières-nél címűt. Utóbbi a szigettel szemközti folyópartot, a munkásosztály kikapcsolódási helyszínét ábrázolja. A két kép közötti összekötő kapocs a la Grande Jatte fáinak zöldje, amely az első kép jobb felső sarkában látható, illetve egy napernyős, cilinderes, vagyis a la Grande Jatte-szigethez tartozó, a két part között közlekedő csónakban utazó pár, ugyanazon a festményen.
Habár a művész a modern életből választotta témáját, az ókori művészetet, különösen az egyiptomi és görög szobrokat jellemző időtlenség érzetét akarta megteremteni. A festmény a Seurat által kifejlesztett, szisztematikus és tudományos alapokon nyugvó pointilista stílusban készült. Első lépésként, 1884-ben, apró, vízszintes ecsetvonásokkal, kiegészítő színeket használva, vékony réteget vitt fel a vászonra. Ezután helyezte el a pici festékpöttyöket, amelyek távolabbról nézve formákká állnak össze, és megteremtetik a fény illúzióját. Valamikor 1889 előtt Seurat kék, narancssárga és vörös pöttyöket festett a kép szélére, hogy megteremtse az átmenetet a kompozíció és a külön ehhez az alkotáshoz tervezett fehér képkeret között.